# Who's Your Servant?
Who's Your Servant? er en amerikansk stumfilm fra 1920 af Norval MacGregor.

## Medvirkende
- Lois Wilson som Madeline Bancroft
- Yukio Aoyama som Ito Natsume
- Andrew Robson som Bancroft
- Albert Morrison som Norman Sharp
- William Scott som Clifford Bruce
- Frances Burnham som Dorothy Taylor